# Pystira cyanothorax
Pystira cyanothorax är en spindelart som först beskrevs av Tord Tamerlan Teodor Thorell 1881.  Pystira cyanothorax ingår i släktet Pystira och familjen hoppspindlar. Inga underarter finns listade i Catalogue of Life.